# راشل فلیکس
الیزابت راشل فِلیکس (به فرانسوی: Élisabeth-Rachel Félix) معروف به راشل، زادهٔ ۲۱ فوریه ۱۸۲۱ در مومپف (Mumpf) سوئیس، درگذشته ۳ ژانویه ۱۸۵۸ در کانه آلپ-ماریتیم، بازیگر زن تئاتر مقیم پاریس بوده‌است.

## زندگی‌نامه
راشل فِلیکس در خانواده‌ای تهیدست و آواره یهودی به دنیا آمد. در کودکی با فشار پدر به آوازه‌خوانی و حتی گدایی در کوچه و خیابان‌های برخی از شهرهای فرانسه از جمله بزانسون و لیون پرداخت. در ۱۸۳۱ همراه با خانواده در پاریس مستقر شد. راشل برای کمک مالی به خانواده در چند سالن تئاتر مشغول کار شد. هفده ساله بود که به استخدام تئاتر کمدی-فرانسز درآمد. او با ایفای نقش کامی (Camille) در نمایش هوراس (Horace) اثر پیر کورنی بسیار خوش درخشید و مبلغ زیادی عایدش شد. پس از آن به اجرای نقش قهرمانان زن کورنی، راسین و ولتر پرداخت و به اوج شهرت رسید. در ۱۸۵۰، پادشاه پروس از او دعوت کرد و دستور داد مجسمه‌ای از او در باغ کاخ خود بسازند. (البته این مجسمه در ۱۹۳۵ توسط طرفداران ایدئولوژی نازیسم از میان رفت.)
راشل فلیکس در طول عمر کوتاه خود دو بار ازدواج کرد و در هر ازدواج صاحب یک پسر شد. او در پی ابتلا به بیماری سل در ۳۶ سالگی درگذشت و در قطعهٔ یهودیان گورستان پر-لاشز به خاک سپرده شد.